# Notoplax cuneata
Notoplax cuneata är en blötdjursart som först beskrevs av Suter 1908.  Notoplax cuneata ingår i släktet Notoplax och familjen Acanthochitonidae. Inga underarter finns listade i Catalogue of Life.